# لشکر ۸ زرهی (ایالات متحده آمریکا)
لشکر ۸ زرهی ایالات متحده آمریکا (انگلیسی: 8th Armored Division) لشکر زرهی نیروی زمینی ایالات متحده آمریکا بود، که در سال ۱۹۴۲ تأسیس شد و در سال ۱۹۴۵ منحل گردید. این لشکر در نبرد بولگه و سپس در لشکرکشی آلمان شرکت داشت.